# Deal With It
«Deal With It» es el segundo sencillo del cantante y actor Corbin Bleu, conocido por su participación en las películas High School Musical, de su álbum debut Another Side. El sencillo fue lanzado el 12 de mayo del 2007.
La canción "Deal with It" fue originalmente escrita y cantada por Jay Sean, quien originalmente intentó lanzarla como sencillo de su álbum My Own Way (2008). Él después se la dio a Corbin Bleu, cuya versión de la canción presenta los coros de Jay Sean. La canción le mereció a Jay Sean un  premio BMI Songwriter Award y después inspiró la canción "Juliette" de la banda de Corea del Sur SHINee.

## Lista de canciones
UK (11 de junio de 207)
1. «Deal with It» - 3:03
2. «Push It to the Limit» - 3:14

## Posicionamiento
| Listas             | Posición | Ventas   |
| ------------------ | -------- | -------- |
| U.S. Billboard 200 | 36       | 120 000+ |
| U.S. Pop 100       | 87       |          |